# Maart 1932
| Deze maand                                                                                 |
| ------------------------------------------------------------------------------------------ |
| - De Valera president van Ierland - Wapenstilstand rond Shanghai - Lapua-beweging verboden |

De volgende gebeurtenissen speelden zich af in maart 1932. Sommige gebeurtenissen kunnen 1 of meerdere dagen te laat genoemd worden omdat ze per abuis vermeld zijn op de datum waarop ze bekend zijn geworden in plaats van de datum dat ze plaatsvonden.

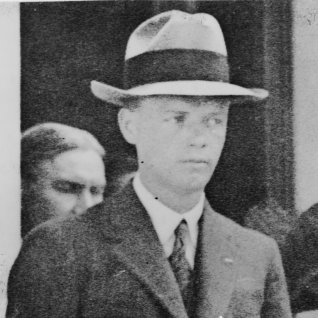
Charles Lindbergh

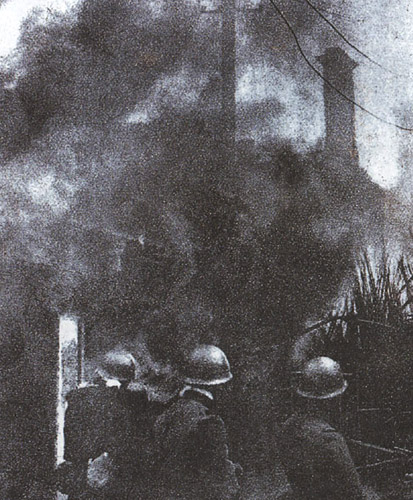
Verwoesting in Shanghai

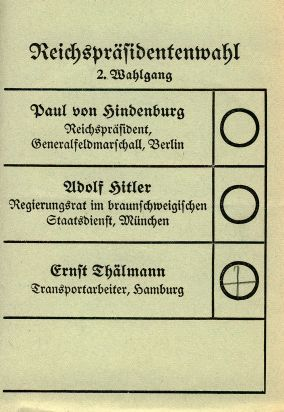
stembiljet tweede ronde Duitse presidentsverkiezingen

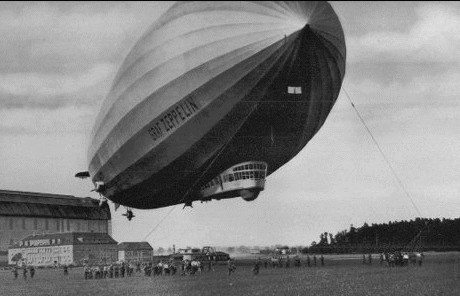
luchtschip Graf Zeppelin

- 1: Op het vlaggenschip van admiraal Howard Kelly in Shanghai wordt onderhandeld over een wapenstilstand tussen China en Japan.
- 1: Ongeveer 40 km ten noorden van Helsinki komen Lapua-aanhangers in gevecht met regeringstroepen.
- 1: Ondanks de van kracht zijnde drooglegging tekent de gouverneur van Rhode Island een wet die de verkoop van drank met minder dan 3% alcohol toestaat.
- 1: Charles Lindbergh Jr., de zoon van Charles Lindbergh, wordt uit zijn slaapkamer ontvoerd.
- 3: De Japanners verklaren hun gevechtshandelingen rond Shanghai te hebben gestaakt, het einde van het Shanghai-incident.
- 4: De vergadering van de Volkenbond eist dat Japan zich uit het in China bezette gebied terugtrekt.
- 5: Philips introduceert een nieuwe lamp voor het maken van flitslicht voor foto's, de Photoflux.
- 7: In Finland worden de voornaamste leiders van de Lapua-beweging gevangengezet. Diverse noodmaatregelen worden opgeheven.
- 7: Uit rapporten ter plaatse blijkt dat Japan nieuwe gebieden rond Shanghai heeft bezet. Gevecht tussen China en Japan blijven voortduren.
- 7: Italië en Oostenrijk sluiten een handelsovereenkomst.
- 8: Japan stelt China een nieuw ultimatum, waarin geëist wordt dat de Chinezen zich 10 km verder terugtrekken, tot 30 km van Shanghai.
- 9: Japan geeft aan de opmars in China voort te zetten, en de Chinezen van de spoorlijn Shanghai-Nanking te willen verdrijven.
- 9: Éamon de Valera wordt gekozen tot premier van Ierland en minister van buitenlandse zaken.
- 10: De Spaanse commissie die de medeplichtigen aan de staatsgreep van 1923 onderzoekt, stelt voor een groot aantal personen een straf voor van 20 jaar deportatie en ontzegging van de burgerrechten.
- 11: Een resolutie betreffende het Chinees-Japanse conflict wordt in de Volkenbond zonder tegenstemmen aangenomen (China en Japan onthouden zich van stemming).
- 12: China verklaart de regering van Mantsjoerije onwettig, en protesteert bij Japan tegen de benoeming van Pu Yi tot staatshoofd.
- 13: Bij presidentsverkiezingen in Duitsland haalt geen van de kandidaten een absolute meerderheid. De tweede ronde is op 10 april, en heeft Paul von Hindenburg en Adolf Hitler als belangrijkste kandidaten.
- 13: Nederland speelt zijn eerste officiële rugbyinterland. In Amsterdam wordt met 6-6 gelijkgespeeld tegen België.
- 15: In het natuurkundig laboratorium te Leiden wordt een grote elektromagneet (de op een na grootste van de wereld) in gebruik genomen, vooral voor de lage-temperatuurfysica.
- 15: In Finland worden vergaderingen van de Lapua-beweging en twee andere rechtse organisaties verboden.
- 15: China aanvaardt de Volkenbondresolutie van 11 maart.
- 16: De Ierse regering stelt voor de eed van trouw aan de Britse kroon uit de Ierse grondwet te schappen, en de jaarlijkse vergoeding aan Engelse voormalige grondbezitters te beëindigen.
- 17: In Pruisen worden huiszoekingen gedaan bij bureaus en afdelingen van de NSDAP. Er worden bewijzen gevonden dat op verkiezingsdag de SA klaar stond om naar Berlijn op te trekken.
- 17: De delegaties van China, Japan, het Verenigd Koninkrijk, Frankrijk en Italië komen in Shanghai tot een voorlopige overeenstemming:
  - De Chinese troepen blijven waar zij zich bevinden
  - De Japanners trekken zich terug naar de Internationale Concessie
- 19: De brug over de haven van Sydney, de grootste spanbrug ter wereld, wordt ingewijd.
- 19: De 23 schepen sterke Japanse vloot in Shanghai krijgt de opdracht terug te keren.
- 19: De wet op de openbare veiligheid in Ierland wordt opgeschort. Hiermee vervalt het verbod op de IRA en andere republikeinse organisaties, en wordt de speciale militaire rechtbank ontbonden.
- 21: In Sheffield is een nieuwe, bijzonder hittevaste, vorm van staal ontwikkeld.
- 21: De LZ127 "Graf Zeppelin" begint een tweewekelijkse luchtschipdienst Friedrichshafen-Pernambuco.
- 23: De landdag van Memel wordt ontbonden; op 4 mei vinden nieuwe verkiezingen plaats. Duitsland protesteert.
- 23: Japan verklaart zich, zonder de definitieve uitkomt van de wapenstilstandsonderhandelingen af te wachten, uit Shanghai terug te trekken.
- 23: De formele wapenstilstandsbesprekingen tussen China en Japan zijn begonnen in het Britse consulaat.
- 24: In Finland wordt de Lapua-beweging verboden.
- 24: Alabama wordt getroffen door een orkaan. 300 mensen komen om.
- 25: Tarzan the Ape Man gaat in première, met Johnny Weissmuller in de titelrol. Weismuller was de ster in 12 Tarzan films.
- 26: Nabij Appelscha wordt een hunebed ontdekt, het eerste in Friesland.
- 27: In Ierland worden door het IRA diverse demonstraties tegen het Britse Rijk gehouden. Dit zijn de eerste probleemloze dergelijke demonstraties in jaren.
- 28: De Onafhankelijke Socialistische Partij, een linkse afsplitsing van de SDAP, wordt opgericht.
- 30: In Mantsjoerije wordt de staat van beleg afgekondigd.

← · januari · februari · maart · april · mei · juni · juli · augustus · september · oktober · november · december ·  →